# Oldrzych (zm. 1034)
Oldrzych (Udalryk) (zm. 9 listopada 1034) – książę Czech w latach 1012–1033 i 1034 z dynastii Przemyślidów.

## Życiorys
Syn Bolesława II i jego żony Emmy, brat Bolesława III i Jaromira.
Był dwukrotnie żonaty; osoba pierwszej żony nie jest bliżej znana. Drugą była chłopka Bożena, z którą miał syna Brzetysława I. W 1029 roku odebrał Polsce Morawy. 

Był sprzymierzeńcem cesarza Henryka II w walkach z Bolesławem Chrobrym. W 1017 roku, po nieudanym oblężeniu Niemczy, odcięte od zachodu wojska niemieckie wycofały się przez Czechy.
Uwięził (w trakcie ucieczki na wygnanie po przejęciu władzy przez Bezpryma) i wykastrował Mieszka II Lamberta.